# Spec
Spec (ang. The Ref) – amerykańska komedia kryminalna z 1994 roku w reżyserii Teda Demme'a.

## Główne role
- Denis Leary – Gus
- Judy Davis – Caroline Chasseur
- Kevin Spacey – Lloyd Chasseur
- Robert J. Steinmiller Jr. – Jesse Chasseur
- Glynis Johns – Rose Chasseur
- Raymond J. Barry – Porucznik Huff
- Richard Bright – Murray, kierowca Gusa
- Christine Baranski – Connie Chasseur
- Adam LeFevre – Gary Chasseur
- Phillip Nicoll – John Chasseur
- Ellie Raab – Mary Chasseur